# Gli occhi, la bocca
Gli occhi, la bocca és una pel·lícula del 1982 dirigida per Marco Bellocchio. Va formar part de la competició a la 39a Mostra Internacional de Cinema de Venècia.

## Trama
Un actor de cinema, de quaranta anys i en crisi, torna a la família per un fet lamentable: la mort suïcida del seu germà bessó Pippo. Durant els intents de tota la família per fer creure a la seva mare que només va ser un accident, coneix la promesa del seu germà i la convenç perquè participi en els ritus funeraris. Es converteix en el seu amant, creant nous motius d'escàndol en una família burgesa tradicional que ja s'ha posat a prova.

## Repartiment
- Lou Castel : Giovanni Pallidissimi / Pippo Pallidissimi
- Ángela Molina : Wanda
- Emmanuelle Riva : la mare
- Michel Piccoli : zio Agostino (oncle Agostino)
- Antonio Piovanelli : El pare de Wanda
- Viviana Toniolo : Adele
- Antonio Petrocelli : el doctor

## Producció
La pel·lícula es va rodar a Bolònia i Faenza (RA) a l'hivern de 1982.